# Brachinus kansanus
Brachinus kansanus är en skalbaggsart som beskrevs av Leconte. Brachinus kansanus ingår i släktet Brachinus och familjen jordlöpare. Inga underarter finns listade i Catalogue of Life.